# قرم (ماوية)

تعديل مصدري - تعديل

قرم  هي إحدى قرى مديرية ماوية بمحافظة تعز اليمنية، بلغ تعداد سكانها 900 نسمة حسب التعداد السكاني في اليمن في 2004.